# 保時捷968
保时捷968是保时捷在1991年至1995年间生产的一款跑车。其前身是944S2。

## 款式

### 968

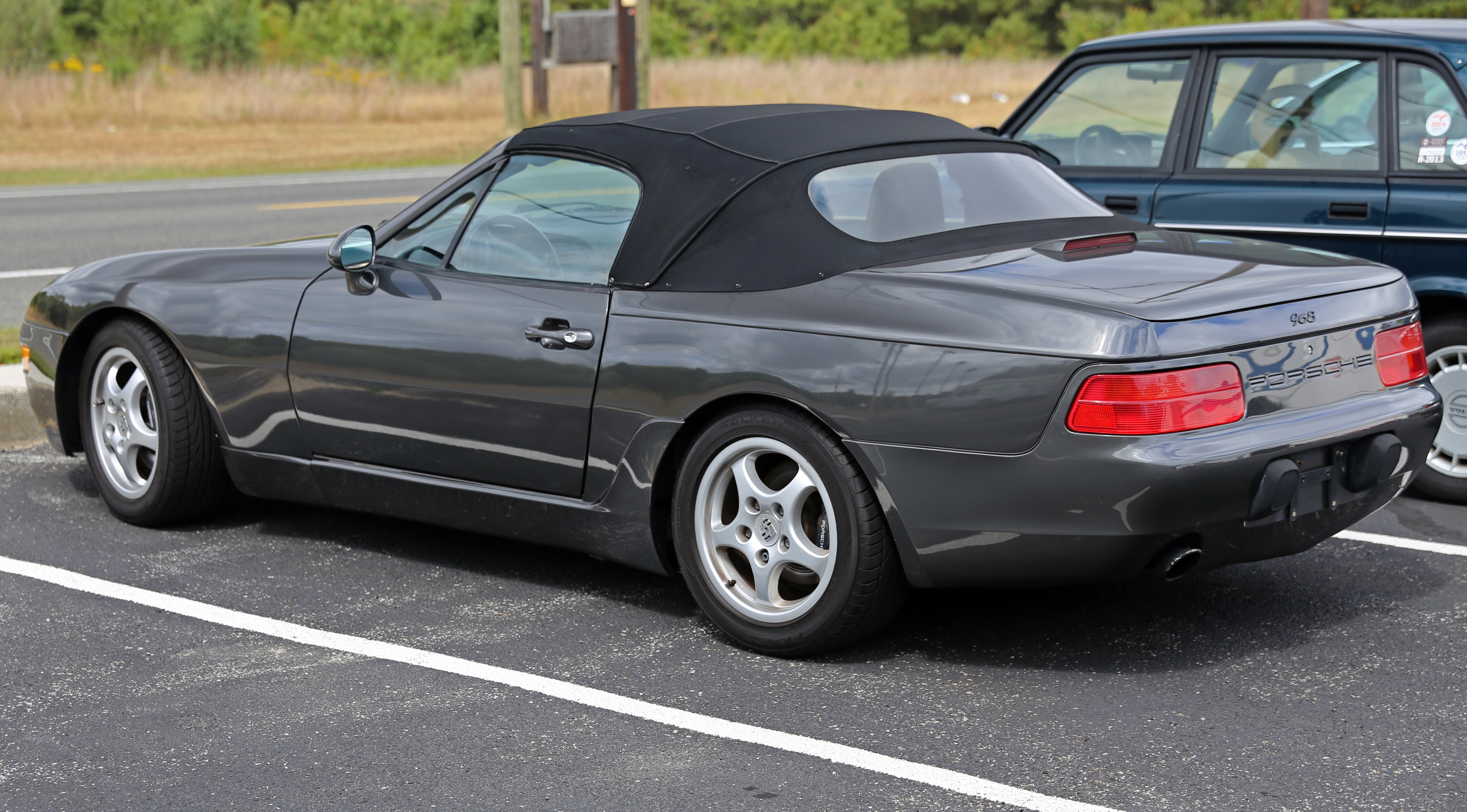
敞篷版

保时捷968有轿跑版和敞篷版两款，手动档下最高速可达252 km/h（157 mph），百公里加速需6.5秒。

### 968 Clubsport
1993年至1995年间，保时捷还生产了轻量版的保时捷968 Club Sport，移除了一些不必要的豪华设施，提高了这款车的赛道表现。它比正常的968轻100公斤，最高速可达260 km/h（162 mph）。
英国的968 Club Sport叫做“968 Sport”，1994年至1995年生产，带有电动玻璃等设备，价格比正常的968低，但却保留了原型的豪华设施，因此一度脱销。

### 968 Turbo S
1993年，保时捷还生产过968 Turbo S，比正常的968底盘低17.8 mm（0.7英寸），轻20（45磅）。但这款车仅生产了14辆。

### 968 Turbo RS

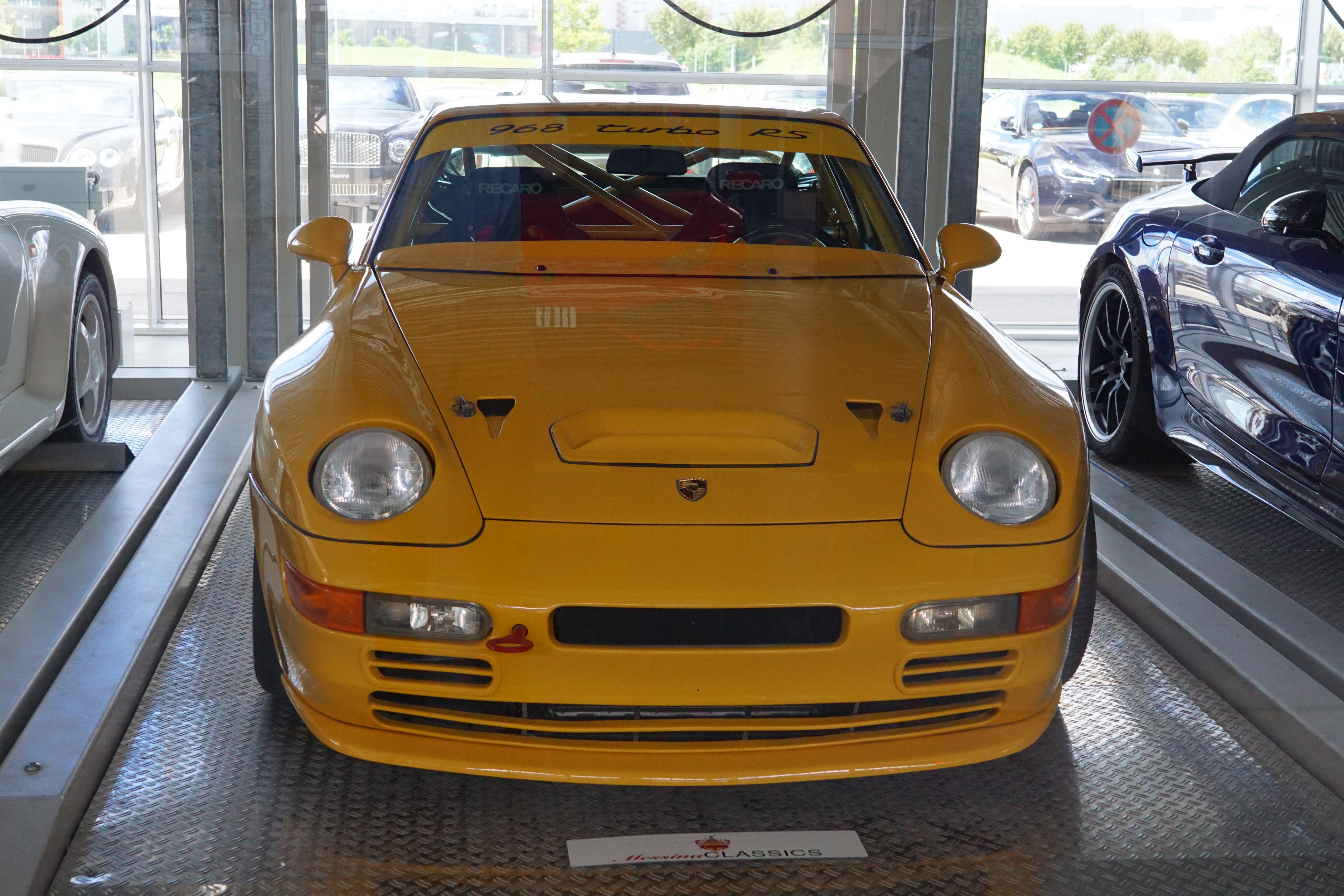
保時捷 968 Turbo RS